# Análogos de ácidos nucleicos

A la izquierda se observa una molécula de ARN y a la derecha una molécula de ADN.

Los análogos de ácidos nucleicos son compuestos con una estructura similar (análoga) a la de los ácidos nucleicos que aparecen en la naturaleza, ARN y ADN. Se utilizan en investigaciones médicas y biomoleculares. Los ácidos nucleicos son cadenas de nucleótidos que se componen de tres partes: un esqueleto o columna formada por cadenas de pentosa-fosfato, donde la pentosa puede ser ribosa o desoxirribosa, y una serie de bases nitrogenadas unidas a cada una de las pentosas del esqueleto.
En un compuesto análogo puede haber alteraciones en la estructura de alguna (o todas) de estas partes componentes. Típicamente las bases nucleotídicas análogas confieren, entre otras propiedades, una capacidad de emparejamiento y apilamiento de bases diferente a las bases naturales. Por ejemplo, existen bases universales, que pueden formar emparejamientos con cualquiera de las cuatro bases naturales, y análogos del esqueleto azúcar fosfato, tales como el ácido peptidonucleico (PNA), que afecta a las propiedades de la cadena (el PNA puede formar incluso hasta hélices triples). Ácidos nucleicos artificiales son el PNA, morfolino, ácido nucleico bloqueado (ANB, conocido también por sus siglas en inglés LNA, Locked Nucleic Acid), ácido glicol nucleico (GNA) y ácido treosa nucleico (TNA). Cada uno de ellos se distingue de los ácidos nucleicos naturales (ADN o ARN) por diferentes cambios en el esqueleto de la molécula.

## Uso en medicina
Varios análogos de nucleósidos se utilizan como agentes antivirales o anticancerígenos ya que actúan interfiriendo la síntesis de ácidos nucleicos causando amplias mutaciones que hacen inviable al virus o a las células cancerígenas que los utilizan. Estos compuestos se convierten en activos dentro de las células al convertirse en nucleótidos. Se administran en forma de nucleósidos ya que la carga otorgada por el grupo fosfato de los nucleótidos dificulta que estos puedan cruzar con facilidad las membranas celulares.

## Uso en biología molecular

Algunas modificaciones en los análgos de nucleótidos

Los análogos de ácidos nucleicos se utilizan en biología molecular para diversos propósitos:
- Como herramientas para localizar determinadas secuencias.
- Como herramientas para otorgar una mayor resistencia a las moléculas de ARN frente a la hidrólisis.
- Como herramientas para otros propósitos tales como la secuenciación de ADN.
- Aparecen naturalmente, como en el ARNt.
- Como inhibidores enzimáticos para la investigación de los mecanismos utilizados por las enzimas.
- Para la investigación de posibles escenarios que habrían conducido al origen de la vida.
- Para la investigación de las propiedades estructurales de los ácidos nucleicos.
- Para la investigación de alternativas posibles al sistema natural en biología sintética.

## Análogos de esqueleto

### Análogos de ARN resistentes a la hidrólisis

Estructura química del Morfolino

Para solventar el hecho de que el grupo 2' hidroxi de la ribosa es el responsable de la reacción con el grupo hidroxi 3' unido a fosfato (el ARN es demasiado inestable como para utilizarse o sintetizarse de forma eficiente), se utilizan análogos de la ribosa. Los análogos más comunes del ARN son los ARN 2'-O-metil sustituidos, tales como el Locked Nucleic Acid (LNA), nombre que podría traducirse como ácido nucleico "protegido" o "bloqueado", aunque a veces se llaman ácidos nucleicos inaccesibles; el morfolino y el ácido peptidonucleico (PNA). A pesar de que estos oligonucleótidos poseen un esqueleto formado por un azúcar no convencional o, en el caso del PNA, un residuo aminoacídico en lugar de la ribosa fosfato, aún son capaces de unirse al ARN o al ADN de acuerdo al apareamiento clásico descrito por Watson y Crick. Sin embargo, gracias a su esqueleto diferente resultan inmunes a las nucleasas, que normalmente degradan el ARN. Estos análogos no pueden obtenerse por biosíntesis ni por medio de reacciones enzimáticas y sólo pueden sintetizarse utilizando la estrategia de la fosforoamidita o, en el caso del PNA, por métodos de síntesis peptídica.

### Otros análogos notables utilizados como herramientas
Los dideoxinucleótidos se utilizan en secuenciación. Estos trifosfatos de nucleósido poseen un azúcar no convencional, la dideoxirribosa, que carece del grupo hidroxi 3' que normalmente se presenta en el ADN, por lo que resulta incapaz de unir otra base por ese extremo. La falta del grupo hidroxi 3' termina la reacción en cadena de la polimerasa cuando la ADN polimerasa incorpora uno de estos nucleótidos, confundiéndolo con uno de los naturales. Otro análogo terminador de cadena que carece del grupo hidroxi 3' y mimetiza a la adenosina es la cordicepina, un agente quimioterápico antitumoral que hace diana sobre la replicación del ARN. Otro análogo utilizado en la secuenciación es la 7-deaza-GTP, que se utiliza para secuenciar las regiones ricas en pares GC (en cambio, la 7-deaza-ATP, llamada tubercidina, es un antibiótico).

### Precursores al mundo de ARN
El ARN podría ser un ácido nucleico con una estructura demasiado compleja para haber sido el precursor de la vida en la tierra, por lo que se ha propuesto que algunos ácidos nucleicos más simples, con diferente estructura de esqueleto tales como el ATN, el AGN y el PNA, podrían haber sido los primeros ácidos nucleicos y precursores al mundo de ARN.

## Análogos de bases

### Estructura y nomenclatura de las bases nucleicas
| size   | size       |
| Purina | Pirimidina |

Las bases naturales se dividen en dos clases dependiendo de su estructura: por un lado las pirimidinas (un compuesto formado por un heterociclo aromático de seis miembros con átomos de nitrógeno en las posiciones 1 y 3) y por otro lado las purinas (un compuesto formado por la fusión de dos heterociclos aromáticos, una pirimidina con la numeración invertida y un anillo imidazol, que es un anillo de cinco miembros con dos átomos de nitrógeno separados por un carbono.) Sus principales propiedades son: el apareamiento de bases, que se produce por la formación de dos o tres puentes hidrógeno entre los grupos cetona (dadores de electrones) y los grupos amina (receptores de electrones) de diferentes bases; y el apilamiento de bases, causado por la atracción de las nubes de electrones π deslocalizados de los anillos aromáticos.

### Fluoróforos

Estructura de la aminoalil-uridina

Por lo general, los fluoróforos (tales como la rodamina o fluoresceína) se encuentran unidos por el anillo en el brazo flexible (posición para) del azúcar, por lo que presumiblemente quedan sobresaliendo del surco mayor de la hélice. Debido a que los nucleótidos unidos a aductos muy voluminosos tales como los fluoróforos son incorporados con mucha dificultad por la taq polimerasa, usualmente lo que se hace es utilizar nucleótidos que poseen un sitio de unión (grupo reactivo) que luego es utilizado para acoplar la marca fluorescente (esto se llama etiquetado indirecto):
- Amina reactiva: aminoalil nucleótidos, contienen un grupo amina primario en el brazo de unión que reacciona con un colorante que posea un grupo reactivo frente a las aminas tales como los colorantes cianina o Alexa flúor, estos colorantes poseen un grupo reactivo lábil, tal como el succinimidil ester (NHS). Los grupos amino que participan en el apareamiento de bases, no se ven afectados.
- Tiol reactivo: se trata de nucleótidos unidos a un grupo tiol, este grupo reacciona con fluoróforos unidos a un grupo reactivo lábil, tal como el maleimida.
- Biotinizados: se trata de nucleótidos unidos a una biotina, luego estos nucleótidos son marcados con estreptavidina unida a un grupo fluorescente. Se utilizan por ejemplo en los chip de ADN de Affymetrix.

Los fluoróforos en general tienen un enorme campo de aplicaciones en medicina y bioquímica.

### Análogos de bases fluorescentes
El análogo de base fluorescente más comúnmente utilizado y disponible comercialmente, la 2-aminopurina (2-AP), tiene un alto rendimiento cuántico de fluorescencia cuando se encuentra libre en solución (0,68) que se reduce considerablemente (aproximadamente unas 100 veces, aunque es altamente dependiente de la secuencia de bases) cuando es incorporado en los ácidos nucleicos. La sensibilidad de emisión de 2-AP al entorno inmediato es compartida por otros análogos de bases fluorescentes prometedores y útiles tales como el 3-MI, 6-MI, 6-MAP pyrrolo-dC (que también se encuentra comercialmente disponible), derivados modificados del pyrrolo-dC con características mejoradas bases modificadas con furano y muchas otras (ver revisiones recientes). Esta sensibilidad al microambiente ha sido utilizada en diferentes estudios, p. ej. estructura y dinámica tanto del ADN como del ARN, dinámica y cinética de las interacciones ADN-proteína, y transferencia de electrones dentro de la propia molécula de ADN. Un nuevo grupo muy interesante de análogos de bases recientemente desarrollado, es el de la familia de citosinas tricíclicas (tC). Estos análogos poseen un rendimiento cuántico que es prácticamente insensible a su entorno inmediato. 1,3-diaza-2-oxofenotiazina, tC, posee una eficiencia cuántica de fluorescencia de aproximadamente 0,2, tanto formando parte de hebras simples o dobles, sin consideración a las bases que la rodean. Además el oxohomólogo del tC llamado tCO (ambos se encuentran comercialmente disponibles), 1,3-diaza-2-oxofenoxazina, posee una eficiencia cuántica de 0,2 en sistemas de doble cadena. Sin embargo es algo sensible a las bases adyacentes en sistemas de simple hebra (eficiencias cuánticas de 0,14-0,41). Las altas y estables eficiencias cuánticas de estos análogos de bases los hacen muy brillantes, y, en combinación con sus buenas propiedades de análogos de bases (dejando la estructura y estabilidad del ADN casi sin perturbaciones), los hacen especialmente útiles en mediciones de anisotropía fluorescente y FRET, áreas donde otros análogos de bases fluorescentes son menos precisos. Además, en la misma familia de análogos de citosinas, se ha desarrollado un análogo de base que funciona como aceptor FRET, el tCnitro. Funcionando en conjunción con tCO como donor FRET, este par de análogos constituyen el primer par aceptor-donor FRET de análogos de bases desarrollados. La familia tC ha sido utilizada, por ejemplo, en estudios relacionados con los mecanismos de unión de la polimerasa de ADN y el proceso de polimerización de este ácido nucleico.

### Bases naturales no canónicas
En las células existen varias bases no canónicas: por ejemplo las islas de CpG en el ADN (las cuales a menudo se encuentran metiladas), todos los ARNm eucarióticos poseen un capuchón de 7-metil-guanosina, y varias bases de los ARNr se encuentran también metiladas. Muy a menudo los ARNt presentan profusas modificaciones postraduccionales tendientes a mejorar sus propiedades conformacionales o capacidad de apareamiento de bases, en particular en la región cercana o sobre el anticodón: la inosina por ejemplo puede formar apareamientos con citosina, uracilo e incluso con adenina, mientras que la tiouridina (la cual aparea con adenina) es mucho más específica que el uracilo. Otras modificaciones comunes en las bases del ARNt forman la pseudouridina (la cual recibe su nombre del particular bucle TΨC), dihidrouridina (la cual no puede apilarse ya que no es aromática), queuosina, wyosina, y demás. No obstante todas estas bases son producto de modificaciones postraduccionales de bases normales y no son colocadas por una polimerasa.

### Apareamiento de bases
Las bases canónicas pueden poseer ya sea un grupo cetona o un grupo amina sobre los carbonos que rodean al átomo de nitrógeno más alejado del enlace glicosídico, lo que les permite emparejarse por medio de enlaces de tipo puente hidrógeno (un grupo amina empareja con un grupo cetona, una purina con una pirimidina). La adenina y la 2-aminoadenina poseen uno o dos grupos amina respectivamente, mientras que la timina posee dos grupos cetona. Citosina y guanina poseen ambos grupos amina y cetona en posiciones invertidas una con respecto a la otra.
| size | size |
| Un par de bases GC: Los grupos cetona/amina de la purina forman tres puentes hidrógeno intermoleculares con los grupos amina/cetona de la pirimidina | Un par de bases AT: Ambos grupos amina de la purina forman dos puentes hidrógeno intermoleculares con ambos grupos cetona de la pirimidina |

La razón precisa de porque hay solo cuatro nucleótidos en cada uno de los tipos de ácido nucleico es todavía materia de debate, sin embargo esto implica que existen varias combinaciones de nucleótidos posibles que no son utilizadas.
Por ejemplo, la adenina no es la opción más estable para el apareamiento de bases: el Cianófago S-2L utiliza diaminopurina (DAP) en lugar de adenina. La diaminopurina empareja a la perfección con la timina ya que es idéntica a la adenina pero además cuenta con un grupo amina adicional en la posición 2 el cual le otorga la capacidad de formar 3 puentes hidrógeno intermoleculares, eliminando la mayor diferencia entre los dos tipos de emparejamientos de bases (el par débil AT con 2 puentes hidrógeno y el par fuerte CG que cuenta con 3). Esta estabilidad mejorada afecta las interacciones de unión a proteína que aprovechan estas diferencias.
Otras combinaciones incluyen,
- Isoguanina e isocitosina, que tienen sus grupos amina y cetona invertidos en comparación con el par normal guanina y citosina, (los cuales probablemente no son utilizados en la naturaleza ya que las formas tautoméricas son problemáticas para emparejamiento de bases, pero las IsoC e IsoG pueden ser amplificados por PCR correctamente incluso en presencia de las 4 bases canónicas)[18]
- Diaminopirimidina y xantina, que se unen de manera similar a la 2-aminoadenina y timina, pero con estructuras invertidas (no se utilizan debido a que la xantina es un producto de desaminación)

| size | size | size |
| Un par DAP-T: los grupos amina/amina de la purina forman tres puentes hidrógeno intermoleculares con los grupos cetona/cetona de la pirimidina | Un par X-DAP: los grupos cetona/cetona forman tres puentes hidrógeno intermoleculares con los grupos amina/amina de la pirimidina | Un par iG-iC: los grupos amina/cetona de la purina forman tres puentes hidrógeno intermoleculares con los grupos cetona/amina de la pirimidina |

Sin embargo, es posible formar una estructura correcta de ADN incluso cuando las bases no se emparejan por medio de puentes hidrógeno; esto es, cuando las bases se emparejan gracias a efectos hidrofóbicos, como han demostrado algunos estudios utilizando isósteros de ADN (esto es análogos con igual número de átomos), tales como el 2,4-difluorotolueno (F) un análogo de timina, o el análogo de adenina 4-metilbenzimidazol (Z). Un par hidrofóbico alternativo podría ser por ejemplo la isoquinolina y la pirrolo[2,3-b]piridina.
Otros pares de bases notables:
- Se han producido varios análogos de bases fluorescentes, tales como el par 2-amino-6-(2-tienil)purina con pirrol-2-carbaldehído.[21]
- Bases coordinadas con metales, tales como las dos 2,6-bis(etiltiometil)piridina (SPy) coordinadas con un ion plata o la piridina-2,6-dicarboxamida (Dipam) con piridina (Py) coordinadas con un ion cobre.[22]
- Las bases universales son capaces de formar pares indiscriminadamente con cualquier otra base, pero, por lo general, disminuyen considerablemente la temperatura de desnaturalización de la secuencia. Entre este tipo de ejemplos se pueden incluir los derivados de la 2'-deoxiinosina (deoxinucleótido de hipoxantina), los análogos de nitroazol, y bases hidrofóbicas que no se unen por puente hidrógeno (con fuertes efectos de apilamiento). Estas han sido utilizadas para demostrar el concepto de base universal, pero por lo general, no se utilizan en la elaboración de iniciadores degenerados (los cuales son una mezcla de otros iniciadores).
- El número de pares de bases posibles se duplica cuando se consideran los xADN. El xADN contiene un número expandido de bases, en las cuales se ha añadido un anillo bencénico. Estas bases expandidas pueden aparear con las bases canónicas resultando 4 posibles combinaciones de pares de bases (si se utilizan 8 bases:xA-T,xT-A,xC-G,xG-C, o con 16 bases si se aprovechan los arreglos no utilizados). Otra forma de base con añadido de anillo bencénico es el yADN, en el cual la base se amplia por medio del benceno.[23]

| size | size | size                                                 |
| Un par F-Z: el metilbenzimidazol no forma puentes hidrógeno intermoleculars con los grupos F/F del tolueno | Un par S-Pa: los grupos tienil/amina de la purina forman tres puentes hidrógeno intermoleculares con los grupos -/carbaldehído del pirrol | Un par xA-T: forma las mismas uniones que un par A-T |

## Algunas estructuras
| Bases Canónicas                       | Adenina                       | Guanina                  | Citosina                 | Uracilo                                   | Timina                                       | 7-Metilguanina           | 5-Metilcitosina |
| Bases Oxidadas, Deaminadas e Isómeras | Pseudouracilo                 | 5,6-Dihidrouracilo       | Hipoxantina              | Xantina                                   |                                              |                          |                 |
| Medicamentos                          | Aciclovir                     | Cordicepina              | Didanosina               | Vidarabina                                | Citarabina                                   | Emtricitabina            |                 |
| Medicamentos                          | Lamivudina                    | Zalcitabina              | Abacavir                 | Stavudina                                 | Zidovudina                                   | Idoxuridina              | Trifluridina    |
| Medicamentos                          | Tenofovir disoproxil fumarato | Adefovir                 | Efavirenz                | Nevirapina                                | Delavirdina                                  | Azatioprina              | Mercaptopurina  |
| Análogos de esqueleto                 | Morfolino                     | ANB                      | APN                      | ATN (en la imagen el esqueleto de treosa) | AGN (en la imagen el esqueleto de glicerina) |                          |                 |
| Pares de bases Nóveles                | isocitosina                   | isoguanina               | Nucleótido expandido dxA | Nucleótido expandido dxT                  | Nucleótido expandido dxC                     | Nucleótido expandido dxG |                 |
| Pares de bases Nóveles                | Nucleótido expandido dyC      | Nucleótido expandido dyT | Aminoalil nucleótido     | 2-amino-6-(2-tienil)purina (S)            | Fosforamidita                                | Fosforamidita            |                 |

### Pares de bases metálicos
En la formación de un par de bases unidos por un ion metálico (abreviado par de bases metálico), los puentes de hidrógeno que normalmente unen entre sí a las bases canónicas se sustituyen por interacciones de coordinación. En estas interacciones un ion metálico se coordina con los nucleósidos que actúan como ligantes, formando el puente de unión.
Sin embargo estas uniones de tipo coordinado se encuentran limitadas, debido a consideraciones espaciales y estereoquímicas, a muy pocas estructuras. Las posibles geometrías de coordinación con el metal que estarían permitidas para la formación de cuatro enlaces coordinados con dos nucleosidos bidentados en torno al átomo metálico central serían: tetraédrica, dodecaédrica, y cuadrada plana.
El acomplejamiento del metal por la doble cadena de ADN se puede producir por la formación de pares de bases no canónicas obtenidas a partir de nucleobases naturales con la participación de iones metálicos, y también sustituyendo los átomos de hidrógeno que forman parte del emparejamiento de bases usual (de Watson-Crick) por iones metálicos. La introducción de iones metálicos en un ADN de doble cadena ha mostrado tener potencial magnético, propiedades conductivas, así como también una mayor estabilidad.
Se ha demostrado la presencia de átomos de metal acomplejados entre nucleobases naturales. Un ejemplo bien documentado es la formación de T-Hg-T, que consiste en dos nucleobases de timina desprotonadas que se unen por medio de un ion Hg2+ coordinado, formando una unión metálica de pares de bases. Este arreglo espacial no es capaz de acomodar en forma correctamente apilada el ion Hg2+ dentro del dúplex de ADN debido a esto se favorece un proceso que causa la formación de una horquilla separando ambas hebras y deformando la estructura. Dos timinas enfrentadas en un ADN de doble cadena no pueden formar un apareamiento de bases normal pues no son complementarias; este es un ejemplo de como un enlace de tipo de pares de bases metálicas puede estabilizar un error en el emparejamiento de bases. Otro ejemplo de acomplejamiento de un ion metálico por pares de bases naturales es la formación de complejos de tipo A-Zn-T y G-Zn-C a pH elevado; el Co+2 y Ni+2 el también pueden formar este tipo de complejos. Estas, sin embargo son pares de bases que respetan el orden de apareamiento normal de Watson-Crick (A-T y G-C) donde se han sustraído los hidrógenos y el catión divalente se encuentra directamente coordinado a las nucleobases. La exacta formación del enlace se encuentra actualmente en debate.
Se ha desarrollado una gran variedad de bases nitrogenadas artificiales para su uso como pares de bases metálicas. Estas bases modificadas exhiben propiedades electrónicas, tamaños y afinidades de enlace altamente ajustables por lo que pueden ser diseñadas para acomodar a un metal específico. Por ejemplo un nucleósido modificado con piridina-2,6-dicarboxilato ha demostrado unirse con altísima afinidad al ion Cu2+, mientras que otros metales divalentes sólo se unen débilmente. Su carácter de ligando tridentado contribuye a su selectividad. El cuarto sitio de coordinación en el cobre se satura con una base nucleica de piridina ocupando la posición opuesta. El sistema de apareamiento de bases por medio de iones metálicos es ortogonal al sistema de Watson-Crick. Otro ejemplo de base nitrogenada artificial es aquel que posee bases de hidroxipiridona, la cual es capaz de unir al Cu2+ dentro del dúplex de ADN. Cinco pares de bases consecutivos de cobre-hidroxipiridona fueron incorporados en un ADN doble cadena, flanqueados a su vez por un único par de bases naturales en ambos extremos. Los datos de EPR demostraron que la distancia entre los centros de cobre podían ser estimados como de 3.7 ± 0.1 Å, mientras que un dúplex natural de ADN tipo B es apenas un poquito menor, con una distancia de 3,4 Å entre bases consecutivas.
 El objeto de apilar iones metálicos dentro de un dúplex de ADN es conseguir el autoensamblado de cables metálicos de tamaño nanométrico, aunque este objetivo aún no ha sido conseguido.

## Sistemas ortogonales
Se ha propuesto y estudiado tanto teórica como experimentalmente la posibilidad de implementar un sistema ortogonal dentro de las células, independiente del material genético celular con el objeto de crear un sistema de síntesis completamente seguro para el organismo aceptor, con el añadido de posibilitar un aumento en la capacidad de codificación por medio de la diversificación química de los ácidos nucleicos.
Varios grupos se han enfocado en diferentes aspectos:
- Esqueletos y pares de bases nóveles, como se discute más arriba.
- XNA (äcidos xenonucleicos) basados en polimerasas artificiales capaces de producir replicación y transcripción en sistemas independientes, estas polimerasas derivan en general de la ARN polimerasa T7[35]
- Ribosomas 16s con anti-secuencia Shine-Dalgarno alteradas, permitiendo de esta manera la traducción únicamente de ARNm ortogonal que posean la secuencia Shine-Dalgarno alterada)[36]
- ARNt nóveles que codifiquen aminoácidos no naturales. Ver código genético expandido.